# 조규승
조규승 (1991년 10월 30일 ~ )은 대한민국의 축구 선수이며 포지션은 미드필더이다.